# Jacek Turczyński
Jacek Turczyński (ur. 22 listopada 1964 w Lesznie) – polski polityk, prawnik, poseł na Sejm I kadencji.

## Życiorys
Ukończył w 1990 studia na Wydziale Prawa i Administracji Uniwersytetu im. Adama Mickiewicza w Poznaniu.
Od 1990 zasiadał w Radzie Miejskiej Leszna. Od 1991 do 1993 sprawował mandat posła I kadencji, wybranego z listy Wyborczej Akcji Katolickiej. Zasiadał w Komisji Systemu Gospodarczego i Przemysłu oraz w Komisji do Spraw Układu Europejskiego. Należał w latach 90. do Zjednoczenia Chrześcijańsko-Narodowego. Bez powodzenia kandydował do parlamentu w kolejnych wyborach z listy Katolickiego Komitetu Wyborczego „Ojczyzna” (1993) i Ruchu Odbudowy Polski (1997).
Był później członkiem rady nadzorczej Banku Pocztowego w Bydgoszczy. Od 1998 do 2000 pełnił funkcję prezesa zarządu Fundacji Polsko-Niemieckie Pojednanie. Brał udział w negocjacjach zakończonych przyznaniem odszkodowań polskim robotnikom przymusowym w III Rzeszy. Od 2000 do 2001 pełnił funkcję dyrektora generalnego Poczty Polskiej, został z tego stanowiska odwołany przez Marka Pola.
W marcu 2002 został tymczasowo aresztowany w związku z przedstawionym mu zarzutem przyjęcia łapówki w wysokości 20 tys. zł na podstawie pomówienia ze strony byłego pracownika Poczty Polskiej. Zwolniono go w sierpniu tego samego roku. Postępowanie karne nie zostało zakończone wniesieniem aktu oskarżenia, a cała sprawa była na łamach „Gazety Wyborczej” porównywana z kontrowersyjnymi postępowaniami wobec Andrzeja Modrzejewskiego czy Romana Kluski.